# 知多半田駅

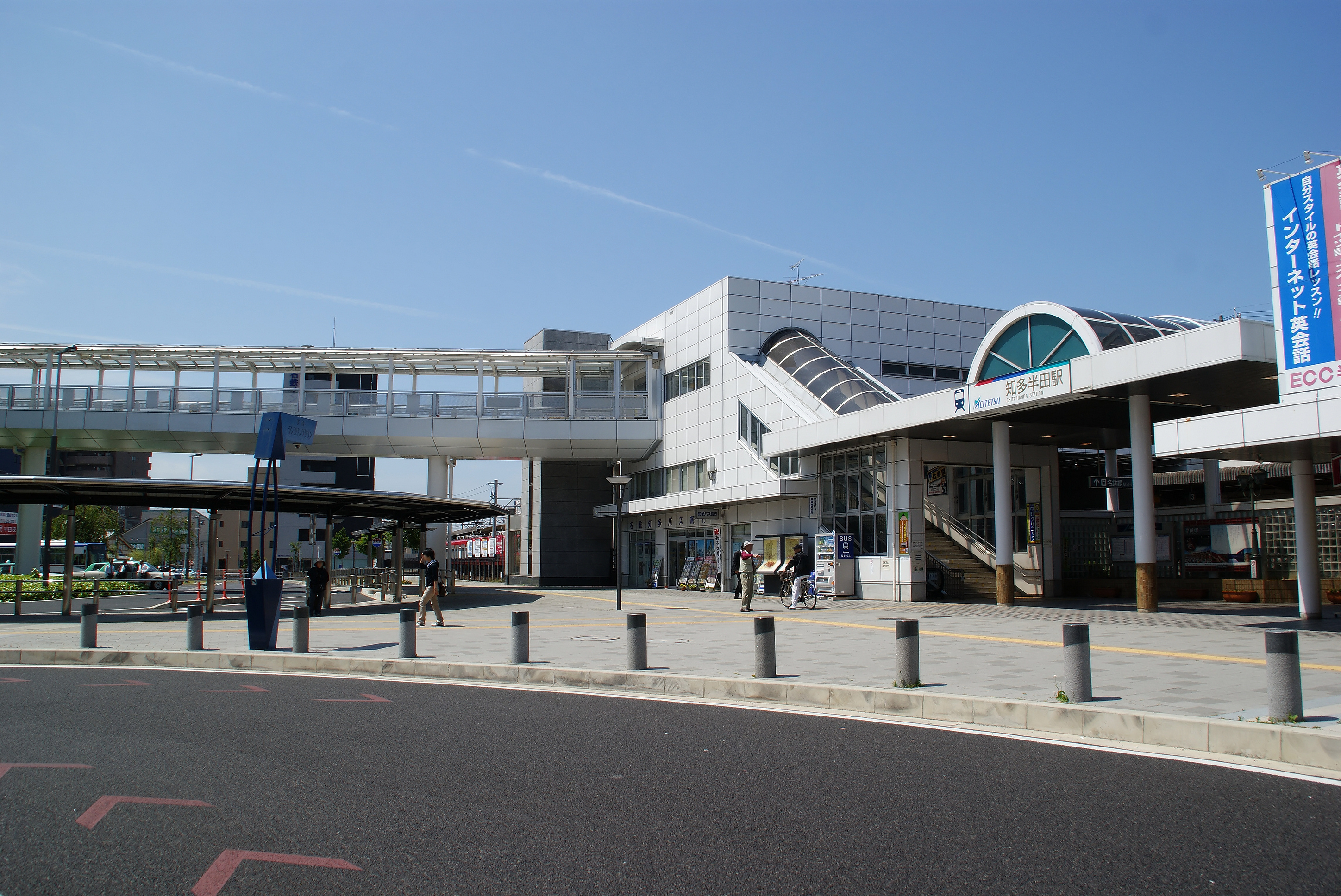
東口駅舎入口

知多半田駅（ちたはんだえき）は、愛知県半田市広小路町にある名古屋鉄道河和線の駅である。駅番号はKC12。

## 歴史
- 1931年（昭和6年）4月1日 - 知多鉄道の駅として開業。武豊線の半田駅と区別するため当初より駅名に知多が付いている。当時は相対式2面2線ホームだった。
- 1943年（昭和18年）2月1日 - 知多鉄道が名古屋鉄道に合併。
- 1960年（昭和35年）12月1日 - 貨物営業廃止[2]。
- 1988年（昭和63年）12月28日 - 橋上駅舎に改築[3]。
- 1989年（平成元年）
  - 3月5日 - 河和方面ホーム側の側線を流用して副本線を新設[3][4]。上下線ホームを8両対応化[5]。
  - 7月12日 - 駅改良工事完成[6]。
- 2006年（平成18年）7月14日 - トランパス導入[7]。
- 2008年（平成20年）4月1日 - バリアフリー化工事（ホームの嵩上げ及びエレベーター設置）が完了する。
- 2011年（平成23年）2月11日 - ICカード乗車券「manaca」供用開始。
- 2012年（平成24年）2月29日 - トランパス供用終了。

## 駅構造
終日駅員配置の地上駅（橋上駅）で、8両編成対応の2面3線（島式と単式の複合型）ホームを有する。ホームはカーブしている。3番ホームは1・2番ホームに比べて北側にずれている。
改札内に男女トイレおよび多目的トイレ、改札外自由通路の東西に車椅子対応エレベーター、東側にエスカレーター、改札内の各ホームに車椅子対応エレベーターとエスカレーター、1番ホームに待合室がそれぞれ設置されている。
発車案内はLED式（1・2番線のものは3段式、3番線のものは2段式。1番線からは太田川方面への折り返し列車も発車するため、1・2番線のものは方面も表示できる）になっているものの、駅自動放送は未導入。

### のりば
| 番線 | 路線      | 方向 | 行先                         |
| ---- | --------- | ---- | ---------------------------- |
| 1    | KC 河和線 | 下り | 河和・内海方面               |
| 1    | KC 河和線 | 上り | 太田川・金山・名鉄名古屋方面 |
| 2    | KC 河和線 | 下り | 河和・内海方面               |
| 3    | KC 河和線 | 上り | 太田川・金山・名鉄名古屋方面 |

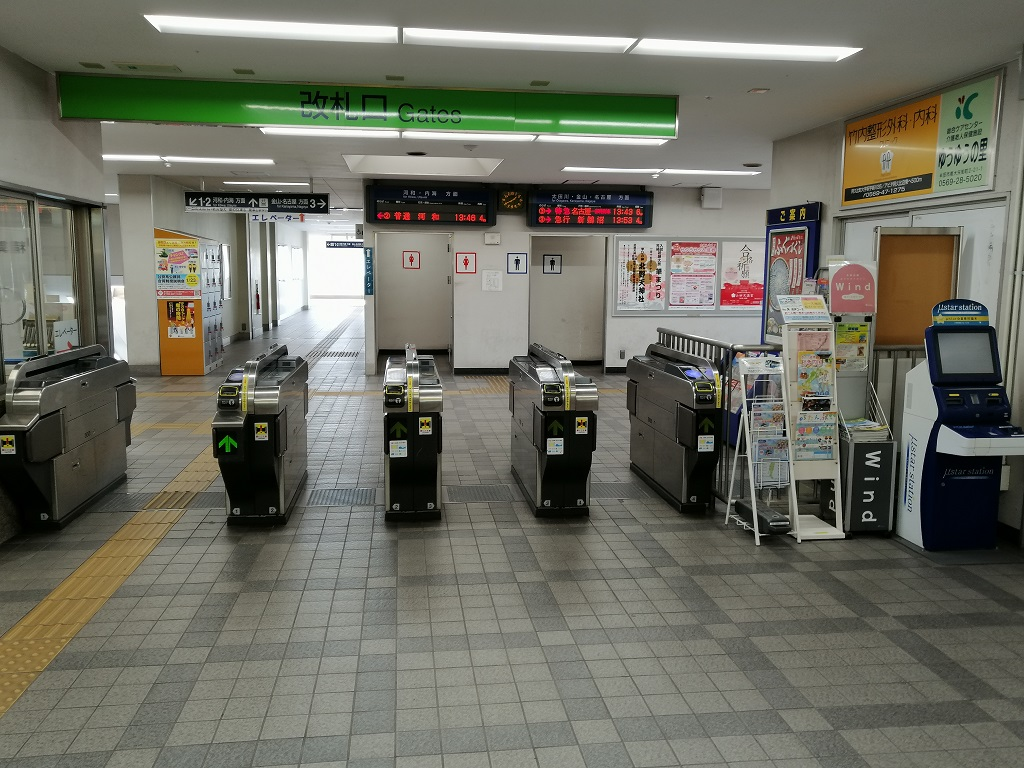
橋上にある改札口
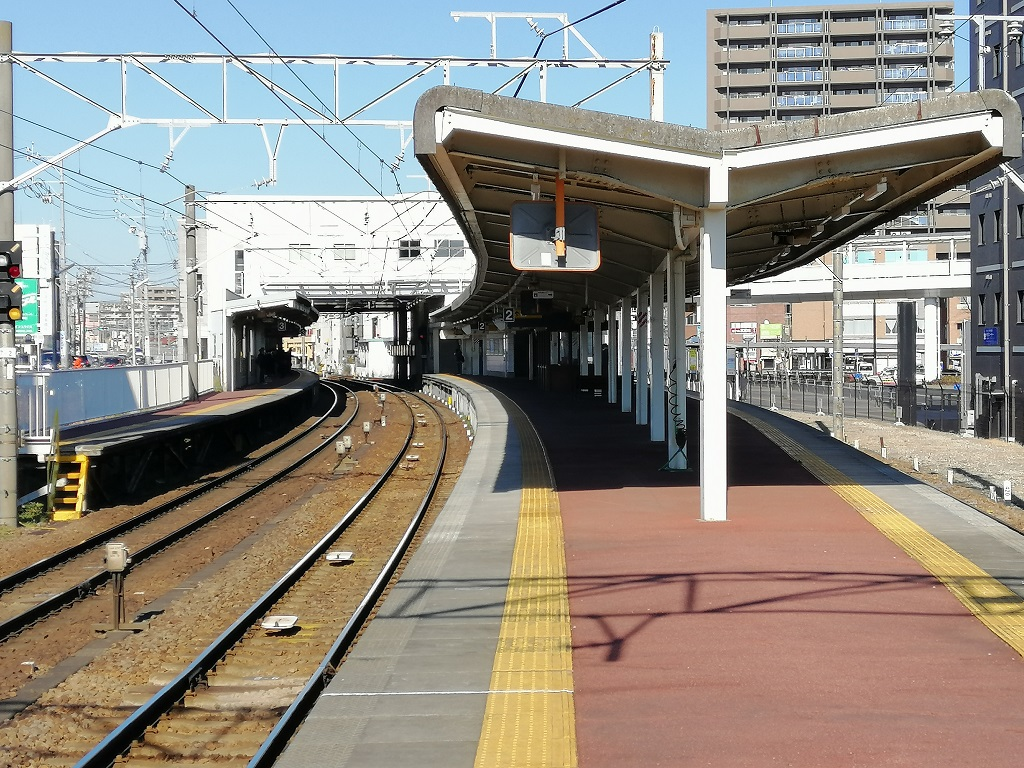
ホーム
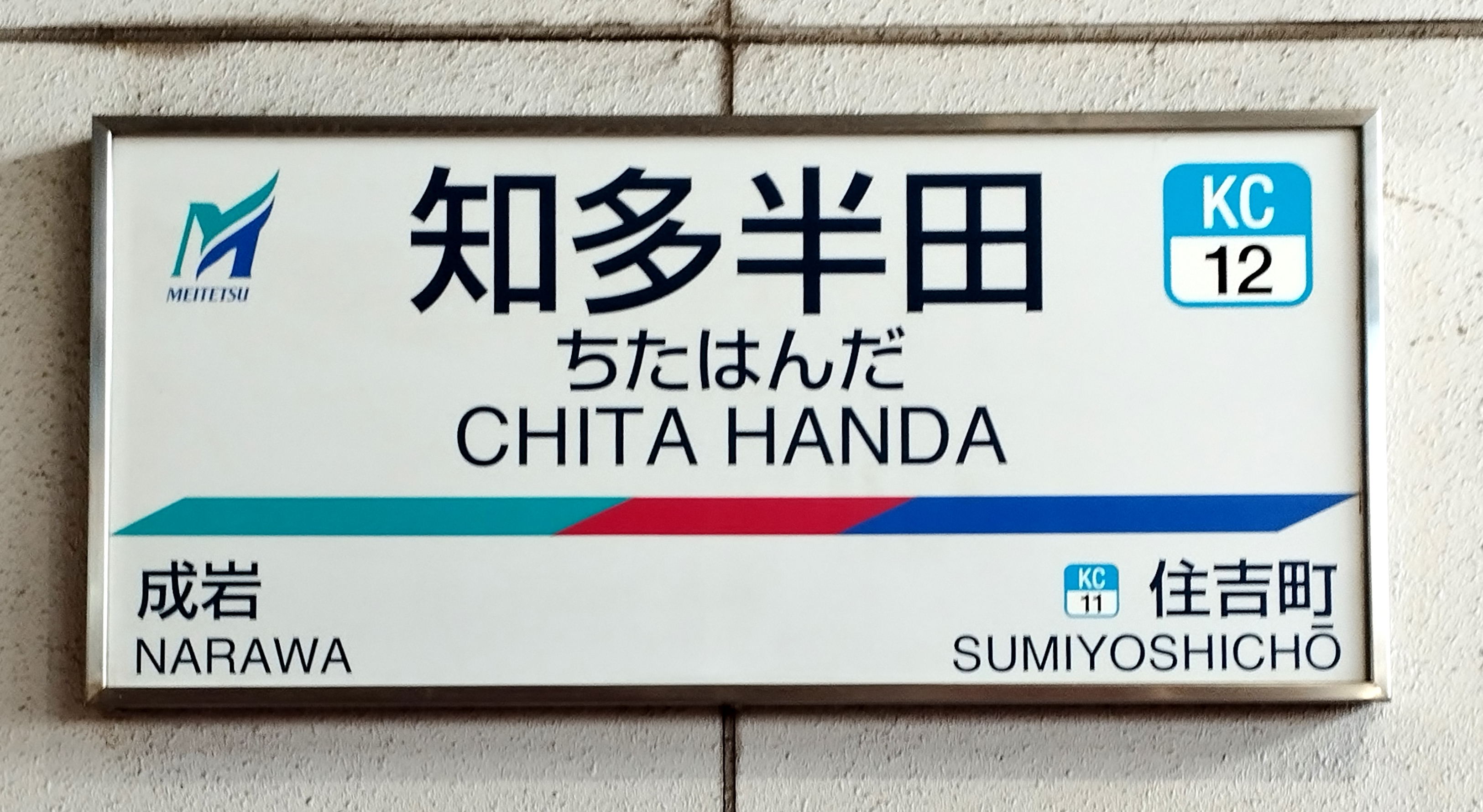
駅名標

### 配線図
| ← 太田川・ 名古屋方面 | 知多半田駅 構内配線略図 | → 河和・ 内海方面 |
| 凡例 出典:            |                         |                   |

太田川側に片渡り線があり、折り返し列車は1番線から発車後、これを通って上り線に入る。河和側には渡り線はないため、通常は河和方面列車の折り返しは行わないが、事故や災害等により太田川 - 知多半田間が不通となった場合、太田川側の渡り線の先まで一旦進んでから引き返す形で下り線に入るケースがある。
| ← 太田川・ 名古屋方面 | 知多半田駅 構内配線略図（1986年） | → 河和・ 内海方面 |
| 凡例 出典:            |                                   |                   |

待避線新設以前は河和側に側線があった。これを使った列車の待避も行われており、先行する普通列車の運転を一旦当駅で打ち切って列車を側線に入れた後、優等列車を待避し、ホームに戻した列車を再び河和・内海行き列車として仕立てていた。

## ダイヤ
当駅は全ての列車が停車する。平日朝では上り6本、下り4本の合わせて10本、休日朝では上り1本、下り4本の合わせて5本の列車が種別変更を行う。上りの名古屋方面では、平日朝のみ当駅から神宮前まで快速急行となる列車が3本存在する。3本ともそれぞれ行先が異なっており、名鉄岐阜行き、須ヶ口行き、名鉄一宮行きとなっている。この列車を含む5本と休日朝の1本は当駅以南は普通として運行されており、当駅以南の乗客のカバーを行いつつ、名古屋方面への速達性を両立している。また、1本のみ当駅で急行から普通となる列車が存在する。下り河和方面では、全列車が普通へ種別変更を行う。
日中時間帯では、当駅止まりとなる普通が2本あるほか、河和と内海方面へ向かう普通、急行、特急がそれぞれ1本ずつ計8本が発着する。当駅止まりの普通は折り返し金山行きとなるほか、平日のみ当駅発の普通が津島線の佐屋まで直通運転を行っている。また休日では、午前中のみ当駅折り返しを行い、午後からは常滑方面へ直通するため、時間あたりの発着数が6本へ減少する。
また最終列車など、数は少ないが急行で名古屋方面から当駅止まりとなる列車が存在する。
2023年3月の改正後は、日中の普通列車が毎時4本全て当駅折り返しとなった。補完のために急行が当駅以南で普通に種別変更していたが、2024年3月の改正で上ゲ駅が快速急行・急行・準急の停車駅となったことから種別変更は行われなくなった。また、特急と急行は基本的に知多新線へ直通しなくなりほとんど河和駅発着、当駅折り返しの普通列車は金山発着が基本となっている。これらの変更により、当駅から河和方面への列車は1時間あたり6本から4本に減少した。

## 利用状況
- 「移動等円滑化取組報告書」によれば、2021年度の1日平均乗降人員は9,454人である[1]。
- 『名鉄120年：近20年のあゆみ』によると2013年度当時の1日平均乗降人員は11,806人であり、この値は名鉄全駅（275駅）中30位、河和線・知多新線（24駅）中2位であった[12]。
- 『名古屋鉄道百年史』によると1992年度当時の1日平均乗降人員は17,722人であり、この値は岐阜市内線均一運賃区間内各駅（岐阜市内線・田神線・美濃町線徹明町駅 - 琴塚駅間）を除く名鉄全駅（342駅）中22位、河和線・知多新線（26駅）中1位であった[13]。
- 『名鉄 1983』によると、1981年度当時の一日平均乗降人員は18,785人であり、この値は名鉄全駅中16位であった[14]。
- 『創立70周年記念 今日と明日の名鉄』によると、1960年度当時の一日平均乗降人員は10,084人であり、1963年度の値は12,489人であった[15]。
- 「知多半島の統計」によると、当駅の各年度の1日平均乗車人員は以下の通りである[16]。河和線の駅では、太田川駅の次に利用客が多い。

| 年度               | 1日平均 乗車人員 |
| ------------------ | ---------------- |
| 2010年（平成22年） | 5,625            |
| 2011年（平成23年） | 5,645            |
| 2012年（平成24年） | 5,860            |
| 2013年（平成25年） | 5,901            |
| 2014年（平成26年） | 5,710            |
| 2015年（平成27年） | 5,760            |
| 2016年（平成28年） | 5,834            |
| 2017年（平成29年） | 6,002            |
| 2018年（平成30年） | 6,029            |
| 2019年（令和元年） | 5,969            |
| 2020年（令和02年） | 4,685            |
| 2021年（令和03年） | 4,722            |

## 駅周辺
東口の前にはロータリーが整備され、中心市街地が形成されている。西口のすぐ前には国道247号が通っており、駅前広場は存在しない。半田市役所はJR半田駅が最寄りとなる。
- 旧中埜家住宅
- 半田市福祉文化会館（瀧上工業雁宿ホール）
- 愛知県立半田商業高等学校
- ピアゴ半田店
- CLACITY（クラシティ）
  - 三菱UFJ銀行半田支店・武豊支店
  - 知多信用金庫駅前支店
  - クラシティパスポートセンター - 半田市、常滑市、高浜市、阿久比町、南知多町、武豊町の住民登録者向け旅券申請・受取窓口
  - 名鉄知多バス旅行 かもめツアーセンター
- 十六銀行半田支店
- あいち銀行半田中央支店
- 知多信用金庫本店
- 半田信用金庫はんしん相談プラザ
- 碧海信用金庫半田支店
- 東海東京証券半田支店
- 名鉄イン知多半田駅前
- カンデオホテルズ半田
- ホテルメッツォイン半田
- センターワンホテル半田 - 構造計算書偽造問題で解体後再建
- JR東海 武豊線 半田駅
- 国道247号（半田街道）

## バス路線
駅の開業以降、複数のバス会社が当駅を起終点とするバス路線を多数運行しており、それらは戦時統合で1943年（昭和18年）6月に設立された知多乗合（知多バス）に引き継がれた。昭和期の地上駅時代は駅前に、橋上駅舎化後は東口の階段下にバスターミナルがあり、朝倉駅、河和駅、内海駅、南知多ビーチランド、師崎港など知多半島内の各方面や、知立駅、刈谷駅、三河高浜駅など三河方面への路線バスが多数発着していたが、知多新線の開通、モータリゼーション、JR武豊線の利便性向上などによって利用客が減少し、大半の路線は廃止もしくは短縮された。2020年（令和2年）現在、知多乗合の所管路線は、昼間時間帯では概ね1時間に1本の頻度で運行されている。また、中部国際空港に直通する路線バスは早朝を除けば1日2往復と少なく、遠回りながらも太田川駅を経由する鉄道利用経路の方が利便性が高いことから、路線バスの利用は少ない。
2007年（平成19年）には、当駅発着の初の定期高速路線バス「知多シーガル号」が運行を開始した。しかし、需要低迷のため2013年（平成25年）秋以降は週末や休日のみの運行となり、さらに2020年4月8日以降は新型コロナウイルスの影響により当面運休となっている。
2018年（平成30年）から運行されている半田市公共交通バスの「ごんくる」半田中央線は、駅西口から徒歩3分の半田市福祉文化会館（瀧上工業雁宿ホール）南側の道路に設置された「知多半田駅（瀧上工業雁宿ホール前）」停留所を発着するが、一般的な歩道上停留所となっており視認しづらいので注意が必要である。なお、知多乗合の2路線および「ごんくる」半田中央線を当駅バス停で乗り継ぐ場合、降車時に乗継券を受け取ることで、次に乗車する路線において割引運賃が適用される。

### 東口ロータリー
乗り場は4か所あり、他に降車専用のバス停留所が2つ設けられている。
1番のりば
- 半田市公共交通バス 知多半島総合医療センター線・北ルートおよび南ルート
- 半田市公共交通バス 瑞穂線(さくらバス)
- 半田市公共交通バス 成岩東部線(ならワゴン)
- 知多自動車学校 無料送迎バス

2番のりば
- 知多乗合（知多バス）半田・常滑線 - 常滑駅・中部国際空港行（青山駅・板山経由）

3番のりば
- 知多乗合（知多バス）半田北部線 - 日本福祉大学（半田キャンパス）行（乙川駅前経由）

4番のりば
- ジェイアールバス関東 東京駅・知多半田線（知多シーガル号）※ 無期限運休中

※ 4番のりばは知多乗合が主催する「かもめツアー」の集合場所としても使用されている。

### 瀧上工業雁宿ホール前のりば
- 半田市公共交通バス「ごんくる」半田中央線（南吉バス）： パワードーム半田方面行、新美南吉記念館方面行
- 半田市公共交通バス 知多半島総合医療センター線・北ルート

※ 医療センター線は東口ロータリー発着だが、北ルートのみ雁宿ホール前でも乗降可能。

## 隣の駅
名古屋鉄道
KC 河和線
■特急
阿久比駅 (KC08) - （一部住吉町駅 (KC11)） - 知多半田駅 (KC12) - 青山駅 (KC14)
□快速急行・■急行・■準急・■普通
住吉町駅 (KC11) - 知多半田駅 (KC12) - 成岩駅 (KC13)